# Two Gallants
Two Gallants est un groupe de folk rock américain, originaire de San Francisco. Il est composé de Adam Stephens (chanteur, guitariste, harmoniciste) et de Tyson Vogel (chanteur, batteur) tous deux nés en 1981.

## Biographie

### Débuts etThe Throes(2002–2005)
Le nom du groupe est tiré d'une nouvelle de James Joyce, Gens de Dublin. Adam et Tyson, qui se connaissent depuis la maternelle, commencent à jouer ensemble à l'âge de 12 ans. Les membres découvrent le blues chacun de leur côté alors qu'ils ont 18 ans. Le blues sera le genre musical qui fera naitre le groupe. Leurs premiers concerts sous le nom de Two Gallants ont lieu à San Francisco en 2002.
Leur premier album studio, The Throes, sort en 2004 (2005 en France) sous le label Alive Records. Composé de neuf chansons, le premier effort de Two Gallants ne passe pas inaperçu. Stéphane Deschamps, journaliste au magazine Les Inrockuptibles décrit judicieusement leur musique comme du « Dylan faisant des reprises des White Stripes » mais on peut tout aussi bien la voir comme du White Stripes faisant des reprises de Dylan. Le très exigeant site de critique américain Pitchfork lui attribue la note de 8,5 sur 10. Déjà reconnus sur la scène locale, les Two Gallants percent progressivement grâce à leur chansons poignantes. Car, bien loin des clichés californiens, leur musique se rapprochent plus des comptines sudistes, contant les drames de la jeunesse d'une Amérique profonde,. L'alcoolisme, les malheurs en amour, la mélancolie sont narrés sur un rythme folk électrique. Chaque chanson possède son univers, raconte son histoire portée par la voix rocailleuse, puissante d'Adam Stephens. Sur cet album, les longues ballades déchirantes (Crow Jane) côtoient des morceaux énergiques et électrisants (Fail Hard to Regain, Drive My Car).
À l'occasion de leur tournée européenne, Two Gallants joue pour la première fois en France le 2 décembre 2004 à la Boule Noire. Le groupe publie aussi un single vinyle, I'm Her Man, et continue de tourner en soutien à The Throes.

### What the Toll Tells(2006)
En février 2006, les Two Gallants sortent leur deuxième album, What The Toll Tells. Toujours composé de neuf chansons, cet album est la suite logique de The Throes. Sorti sous le label Saddle Creek, les compositions d'Adam et Tyson n'ont rien perdu de leur rage et de leur mélancolie,. On y trouve encore de longue ballades (Threnody, Waves of Grain) et des morceaux de punk/folk détonnant (Las Cruces Jail). Tiré de cet album, le single Steady Rollin', fait connaître le groupe plus largement en Europe. Dans son ensemble, What the Toll Tells est bien accueilli par l'ensemble de la presse spécialisée, l'agrégateur Metacritic lui attribuant une moyenne « généralement positive »
Entre 2005 et 2006, Two Gallants s'arrêtent quatre fois à Paris pour trois concerts électriques (Boule Noire et deux apparitions au Nouveau Casino) et une session acoustique à l'européen. Le 13 octobre 2006, Two Gallants joue au Club Walter's On Washington à Houston, Texas. Au bout de quelques chansons, le concert est interrompu sans raison apparente par des policiers. Une mêlée s'ensuit et plusieurs personnes dont Adam Stephens et un jeune garçon de 15 ans sont tasées. Tyson passera la nuit en prison et l'affaire fera grand bruit dans la presse rock,.

### Two Gallants(2007–2010)

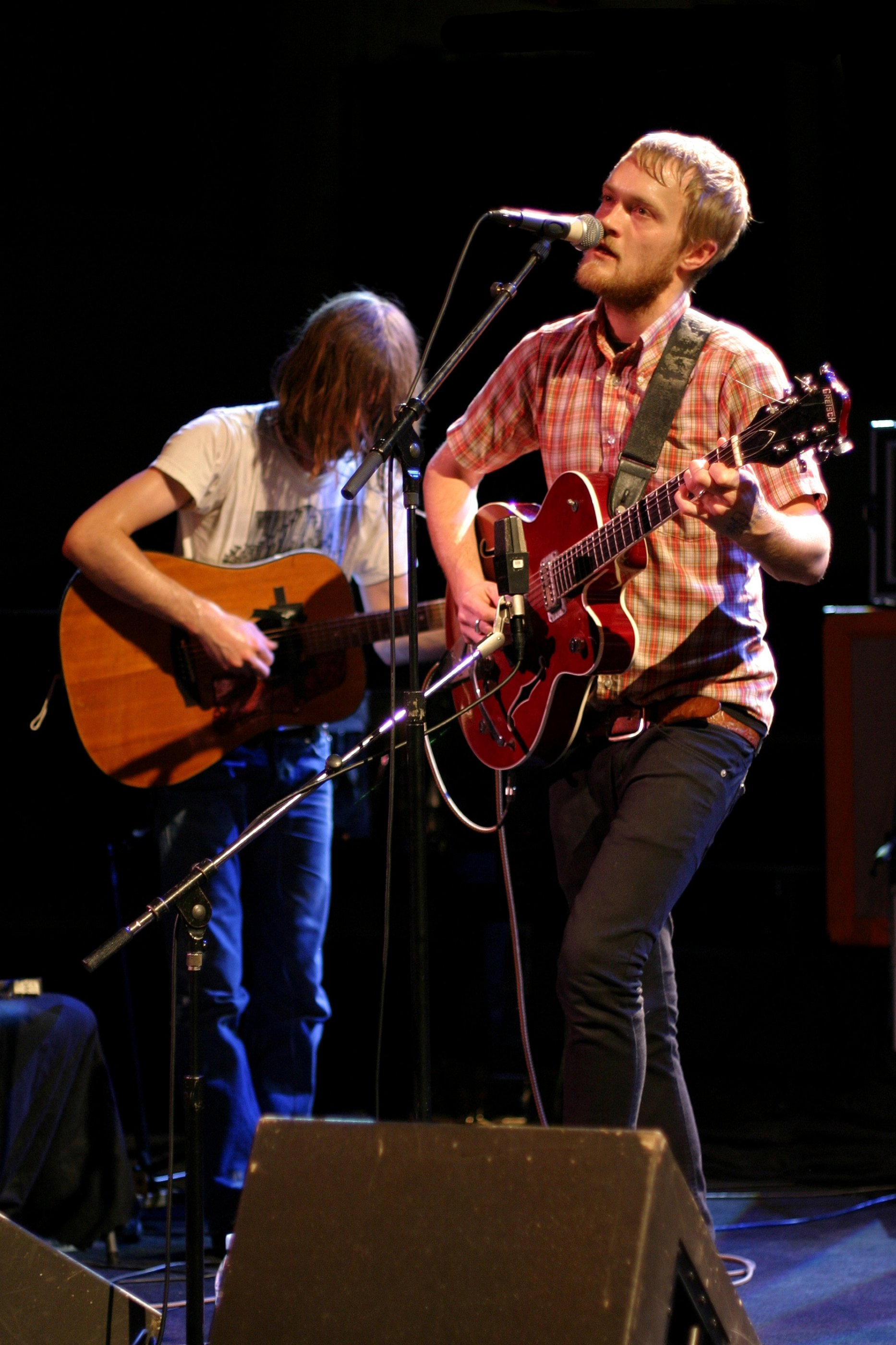
Two Gallants à Paris, en 2007.

En 2007, Two Gallants sort l'EP The Scenery of Farewell, composé de six titres, sous le label Saddle Creek. Certains sont des inédits, d'autres sont déjà joués par le groupe depuis de nombreux mois en concerts comme Seems Like Home To Me. Mais les fans du groupe attendent avec impatience la sortie du troisième album intitulé simplement Two Gallants prévu pour le 24 septembre 2007 en France.
Two Gallants est publié en septembre 2007 chez Saddle Creek, et débute 29e du Billboard's Top Heatseeker's Chart. Produit par Alex Newport, l'album est considéré comme musicalement plus riche que ses prédécesseurs retenant le même son de guitare/batterie basique et les mêmes thèmes ; Two Gallants, cependant, se centre sur des thèmes d'amour et de pertes personnels que sur les thèmes sociétaux aperçus dans What the Toll Tells,. Two Gallants reçoit une moyenne de 69 sur 100 sur Metacritic. Amanda Petrusich de Pitchfork attribue à l'album une note de 6,9 sur 10, félicitant l'album pour « son offre musicale... le même mélange de pseudo-americana qui a rendu ce groupe populaire : un mélange granuleux de blues classique, de folk, et de guitare électrique. » Two Gallants font leurs débuts télévisées apparaissant à l'émission Jimmy Kimmel Live! pour jouer Despite What You've Been Told puis le groupe tourne à la fin 2007 et au printemps et en été 2008 en soutien à l'album.
Après six ans d'enregistrements et tournées constants, Two Gallants se met en pause en été 2008, expliquant être épuisé physiquement et mentalement.

### The Bloom and Blight(2012–2014)
Après près de cinq ans de pause entre albums, Two Gallants publient leur quatrième album, The Bloom and the Blight, le 4 septembre 2012 chez ATO Records. Produit par John Congleton, The Bloom and the Blight est notamment plus agressif que ses prédécesseurs,. L'album reçoit une moyenne générale de 71 sur 100 de Metacritic.

### We Are Undone(depuis 2015)
We Are Undone, le cinquième album des Two Gallants et second chez ATO Records, est publié en février 2015 et disponible en live streaming dans son intégralité sur le site web du New York Times. Contrairement aux morceaux des quatre précédents albums, We Are Undone est presque intégralement écrit en studio. L'album est enregistré au Panoramic House Studio au Stinson Beach, en Californie, une maison reconvertie en studio.

## Discographie

### EP
- 2006 : Nothing to You (re-mix) + 3 (Alive Records)
- 2007 : The Scenery of Farewell (Saddle Creek)

### Singles
- 2006 : Steady Rollin' b/w Dappens et Don't Want No Woman Who Stays Out All Night... (Saddle Creek, iTunes)
- 2006 : Steady Rollin' b/w Dappens et Don't Want No Woman Who Stays Out All Night... (Saddle Creek Europe)
- 2006 : Nothing to You (re-mix) + 3 (Alive Records)

### Vinyles
- 2004 : I'm Her Man b/w Fail Hard to Regain (Live) (Alive Records)
- 2005 : Las Cruces Jail b/w Long Summer Day (Acoustic) (Saddle Creek)
- 2006 : Steady Rollin' b/w Dappens (Saddle Creek Europe)